# Marcin Pliński
Marcin Józef Pliński (ur. 30 października 1943 w Łebczu) – polski naukowiec, biolog morza i fykolog, profesor nauk przyrodniczych, rektor Uniwersytetu Gdańskiego w latach 1996–2002.

## Życiorys
Ukończył I Liceum Ogólnokształcące w Pucku, a w 1966 studia biologiczne na Uniwersytecie Łódzkim. W 1970 obronił doktorat, w 1979 habilitował się. W 1989 otrzymał tytuł profesora nauk przyrodniczych. W pracy badawczej zajął się zagadnieniami z zakresu ochrony środowiska i hydrobiologii, a także algologii i toksycznych zakwitów sinic.
Od 1970 pracował na Uniwersytecie Gdańskim, był zatrudniony w Instytucie Oceanografii UG. W 1981 został dziekanem Wydziału Biologii i Nauk o Ziemi UG, funkcję tę pełnił przez dwie kadencje. W latach 1989–1993 był dyrektorem Centrum Biologii Morza Polskiej Akademii Nauk w Gdyni. Od 1996 do 2002 pełnił funkcję rektora Uniwersytetu Gdańskiego. Pracował również w Instytucie Morskim w Gdańsku. Powołany w skład Komitetu Badań Morza PAN, został ekspertem IOC-UNESCO, a także rektorem Kaszubsko-Pomorskiej Szkoły Wyższej w Wejherowie.
W 2006, 2009 i 2012 wybierany na trzyletnie kadencje na prezesa Polskiego Towarzystwa Hydrobiologicznego. Opublikował około dziewięćdziesięciu prac naukowych.
W wyborach parlamentarnych w 1993 bezskutecznie kandydował do Sejmu z listy NSZZ „Solidarność”. W wyborach do Parlamentu Europejskiego w 2004 był liderem pomorskiej listy Narodowego Komitetu Wyborczego Wyborców. Działał w Partii Centrum, od 2006 związany z Platformą Obywatelską. W 2005 objął mandat radnego sejmiku pomorskiego II kadencji, rok później bezskutecznie ubiegał się o reelekcję.

## Wybrane publikacje
- Glony Zatoki Gdańskiej: klucz do oznaczania gatunków. Cz. 1, Sinice (1978, ISBN 83-7017-257-1)
- Glony Zatoki Gdańskiej: klucz do oznaczania gatunków. Cz. 2, Eugleniny, złotowiciowce, różnowiciowce, kryptofity (1978, ISBN 83-7017-265-2)
- Glony Zatoki Gdańskiej: klucz do oznaczania gatunków. Cz. 3, Bruzdnice (1979, ISBN 83-7017-273-3)
- Glony Zatoki Gdańskiej: klucz do oznaczania gatunków. Cz. 4, Okrzemki (1979, ISBN 83-7017-281-4)
- Glony Zatoki Gdańskiej: klucz do oznaczania gatunków. Cz. 5, Zielenice: klasa Euchlorophyceae (1980, ISBN 83-7017-289-X)
- Glony Zatoki Gdańskiej: klucz do oznaczania gatunków. Cz. 6, Zielenice: klasa Ulothrichophyceae, Zygophyceae, Charophyceae (1980, ISBN 83-7017-297-0)
- Glony Zatoki Gdańskiej: klucz do oznaczania gatunków. Cz. 7, Brunatnice, krasnorosty (1980, ISBN 83-7017-305-5)
- Hydrobiologia ogólna (1992, ISBN 83-7017-362-4)
- Biologia organizmów morskich (1994, ISBN 83-7017-505-8)
- Zawiłości człowieczeństwa (2002, ISBN 83-904869-9-7)
- Rodowody: lato 2004 (2004, wspomnienia, ISBN 83-7380-386-6)
- Odpusty w Swarzewie (2007, powieść, ISBN 978-83-7380-466-1)

## Odznaczenia i wyróżnienia
Odznaczony Krzyżem Kawalerskim (1996) oraz Oficerskim (2014) Orderu Odrodzenia Polski. W 2006 odznaczony Medalem „Za Zasługi dla Powiatu Wejherowskiego”. Otrzymał Medal im. Profesora Kazimierza Demela (2008) oraz Nagrodę Naukową Miasta Gdańska im. Jana Heweliusza w kategorii nauk ścisłych i przyrodniczych (2007).